# 中华民国约法
《中华民国约法》是中華民國大总统袁世凯在民國三年（1914年）5月1日颁布的憲制性法律，以取代南京臨時政府制定的《中华民国临时约法》。在當時又稱作《民國三年約法》，簡稱《民三約法》。中國國民黨也稱之為“袁记约法”。此约法在民国五年（1916年）洪憲帝制建立時廢除，之后未再恢复。

## 背景
中華民國臨時政府制定的《中華民國臨時約法》，為當時中華民國的憲制性文件，也是孫中山希望保護新生共和政權的工具。在國會迫於形勢選舉袁世凱為中華民國第一任正式大總统後，袁世凱多次希望國會制定新憲制以代替原来的《臨時約法》，但是都被國會内的國民黨議員阻止。後因宋教仁案、袁世凱未經國會同意違法善後大借款、無故罷免三位國民黨籍都督與阻擋召開臨時法庭，引發二次革命。其后，袁世凱藉以與國民黨有關，同年11月爲擴大個人權力，排除國會的牽制，下令解散國民黨，并取消國民黨議員資格，國民黨籍議員占多數的國會因法定人數不足而無法正常進行，袁世凱組建臨時的政治會議作爲替代機構。政治會議自民國二年（1913年）12月集會，到民國三年（1914年）5月參政院成立時結束。此段时期，袁世凯咨詢修改臨時約法。由此政治會議議定《約法會議組織條例》，成立約法會議。民國三年（1914年）3月， 約法會議開會，袁世凱提出增修臨時約法內容。修改共七項，全部都是擴大自身權力内容。随后，约法会议根据袁世凱的意见，通过《中華民國約法》，5月1日由袁世凯公布，即所谓“新約法”。
袁世凯建立中華帝國失败后不久去世，副总统黎元洪根据民国二年（1913年）的大总统选举法，就任大总统。民国五年（1916年）6月，黎元洪下令恢复临时约法和民国二年的大总统选举法。此后，《中华民国约法》即已作废。

## 内容
《中华民国约法》共10章68条，變内閣制爲總統制：
1. 外交大权归诸总统，宣战媾和缔约不必经由参政院。
2. 不實行兩院制，議院成立選舉方法未有説明。
3. 不實行国務委員由兩院選出，僅總統任命。
4. 总统制定官制，任用国务员及外交大使，不必经由参政院。
5. 總統宣布戒嚴，不必經由參政院。
6. 采用总统制，取代临时约法之内阁制。
7. 正式宪法应由国会以外国的約法会议制定，总统公布。
8. 总统任期及選出方法沒有限制。

立法权归诸新成立之“立法院”，其不具备监察权。行政权则另设诸“参政院”为总统咨询机关。参政院及立法院的组织，须有约法会议议决。后约法会议通过参政院和立法院组织法，规定参政院参政纯由总统委任。而立法院立法委员选举权资格同样严酷。而仅隔数日，袁世凯公布总统令，以参政院取代立法院职权，所以立法院始终未能成立。参政院后又公布《大总统选举法》，对总统的产生和任期没有明确规定。大总统选举之前，参政院参政（总统任命）如果认为政治上有必要，则决议大总统连任。总统继任人由前总统推荐于总统选举会。12月29日，又公布《修正大总统选举法》，规定总统任期十年，可以连选连任。
《中华民国约法》规定，将来正式宪法应当由参政院推定起草员10人起草，草案交由“国民会议”复决。而国民会议之组织，由约法会议议决。